# Natasja Gibbs
Natasja Gibbs (Hilversum) is een Nederlands journalist en televisie- en radiopresentator.

## Jeugd en opleiding
Gibbs groeide op in Hilversum in een gezin met een jongere zus en broer. Haar vader kwam van Sint-Maarten en ontmoette haar moeder op Curaçao, waarna beiden naar Nederland verhuisden en daar een gezin stichtten. Haar ouders waren in Nederland enige tijd lid van de Jehova's getuigen. Ze heeft toen ze ongeveer acht jaar oud was met haar moeder en jongere zus en broer een jaar lang in verschillende blijf-van-mijn-lijfhuizen gewoond na een periode van huiselijk geweld in het gezin.
Na haar middelbareschoolopleiding aan het A. Roland Holstcollege in Hilversum studeerde ze journalistiek aan de Hogeschool van Utrecht en daarna psychologie aan de Universiteit van Amsterdam (UvA).

## Loopbaan
In 2011 begon Gibbs haar journalistieke carrière als correspondent voor het Caribisch gebied voor de Wereldomroep met als standplaats Curaçao, het land waar haar ouders vandaan komen. Ook was ze daar journalist voor het Antilliaans Dagblad. Een jaar later begon ze ook te werken voor NPO Radio 1 en Dolfijn FM. Ook voor The Economist was ze ook correspondent voor het Caribisch gebied. Ze werkte voor de NTR als coördinator voor het journalistennetwerk Caribisch Netwerk, nadat de Wereldomroep de werkzaamheden aldaar moest stoppen wegens bezuinigingen. 
In 2014 presenteerde ze Jouw Stad Amsterdam en Critix bij radiozender FunX. In 2015 werd ze genomineerd voor de Zilveren Radioster. In 2016 deed ze voor NPO Radio 1 de presentatie en redactie voor het programma Kwesties  en viel ze in als dj bij Qmusic. In 2018 presenteerde ze het radioprogramma Focus en de podcast Lezen in het Donker. Ook deed ze in datzelfde jaar de podcast Koninkrijkskwesties. In 2020 was ze co-presentator van het radioprogramma Hilversum Uit. Vanaf september 2020 volgde ze Renze Klamer op als presentatrice van De Nieuws BV op maandag tot en met donderdag. 
In juli en augustus 2021 presenteerde Gibbs Op1 namens BNNVARA met Erik Dijkstra. Vanaf oktober 2021 werd ze vaste invaller voor Nadia Moussaid bij Op1 op de maandag naast Hugo Logtenberg. Op 30 december 2021 presenteerde ze samen met Emma Wortelboer de tv-quiz De Nationale 2021 Test.
In 2022 nam Gibbs deel aan het derde seizoen van het televisieprogramma Kamp Van Koningsbrugge. In een speciale editie die was opgenomen in de Belgische Ardennen werden zij en de andere deelnemers op militaire wijze beproefd op hun fysieke en mentale uithoudingsvermogen. Zij stopte in aflevering 2 met de deelname nadat de verantwoordelijke commando's dat haar hadden geadviseerd.
Vanaf 22 augustus 2022 vormde Gibbs met Nadia Moussaid het eerste vaste vrouwelijke presentatieduo bij Op1. Zij presenteerden dit praatprogramma iedere vrijdag namens BNNVARA.
In de Op1-uitzending van 6 januari 2023 noemde Gibbs Israël een 'apartheidsregime', waarop op initiatief van Jan Dijkgraaf klachten werden ingediend bij de ombudsman van de Stichting Nederlandse Publieke Omroep (NPO) omdat de uitspraak in strijd zou zijn met de journalistieke code van de NPO. Aanwezige gast Gert-Jan Segers verweerde zich door te stellen dat er problemen zijn met vestigingen van nederzettingen, maar dit benoemen te ver ging Ombudsman Margo Smit maakte op 27 februari bekend de uitspraak van Gibbs niet controleerbaar onderbouwd of enkel als mening aangeduid te vinden. Een inhoudelijk oordeel wenste zij echter niet te geven.
In juni 2023 presenteerde Gibbs samen met Edsilia Rombley in aanloop naar de Nationale Herdenking Nederlands Slavernijverleden, Keti Koti in Concert. Dit muzikale spektakel werd op 28 juni in het Koninklijk Theater Carré opgenomen met prominente Nederlanders en publiek en op 30 juni door BNNVARA uitgezonden. 
Op 1 juli 2023 was Gibbs ceremoniemeester van de jaarlijkse nationale slavernijherdenking in het Oosterpark in Amsterdam. Tijdens deze herdenking bood koning Willem-Alexander namens het Koningshuis zijn excuses aan voor het Nederlands slavernijverleden en vroeg om vergiffenis.
Vanaf 31 oktober neemt Gibbs deel aan Ketens, een productie van Omroep ZWART en HUMAN over de arbeidsomstandigheden bij de productie van allerlei producten, zoals haarextensions en fietsaccu's.
In 2024 deed Gibbs mee aan het televisieprogramma Onderaan de streep.

### Boksen
In haar vrije tijd is Gibbs een fervent bokser en ze nam op 18 november 2023 deel aan het 'boksgala' Kick Off – The Experience, waarbij ze haar eerste officiële wedstrijd won.

### Manifest
Samen met onder anderen Zoë Papaikonomou en Nadia Zerouali nam ze in 2020 initiatief tot het manifest 'Stop Racisme in de Media', met ruim 300 ondertekenaars, waar onder andere in stond dat de "Black Lives Matter-beweging velen wakker heeft geschud over institutioneel racisme en uitsluiting in verschillende delen van de samenleving".